# عبد العزيز الهوتكي
الشاه عبد العزيز بن سليم خان الهوتَكيّ كان الحاكم الثاني للدولة الهوتكية في أفغانستان، حكم من 1715 م إلى 1717 م .
وهو شقيق مير ويس الهوتكي المؤسس الأول للدولة الهوتكية، قتل عبد العزيز الهوتكي على يد ابن أخيه الشاه محمود الهوتكي عام 1717 م.